# 8 Eskadra Lotnictwa Transportowego
8 Samodzielna Eskadra Lotnictwa Transportowego (8 elt) – pododdział lotnictwa transportowego ludowego Wojska Polskiego. 

## Formowanie i zmiany organizacyjne
W kwietniu 1945 roku na lotnisku Mokotów sformowano 8 samodzielną eskadrę transportową lotnictwa cywilnego. Eskadra posiadała 10 samolotów Po-2. 
W październiku został rozwiązany oddział lotnictwa cywilnego w Dowództwie Lotnictwa WP. Rozformowano również podległe mu jednostki lotnicze, a sprzęt przekazano Departamentowi Lotnictwa Cywilnego i „Lot”.